# Microdrosophila nigripalpis
Microdrosophila nigripalpis är en tvåvingeart som beskrevs av Toyohi Okada 1966. Microdrosophila nigripalpis ingår i släktet Microdrosophila och familjen daggflugor. Inga underarter finns listade i Catalogue of Life.